# Day Dawn
Day Dawn is een spookdorp in de regio Mid West in West-Australië.

## Geschiedenis
Ted Hefferman vond in 1892 goud in de streek en noemde de plaats waar hij zijn vondst deed Day Dawn. In 1894 stichtte de overheid er het dorp 'Bundawadra'. Drie maanden later werd de naam wederom in Day Dawn veranderd. In november 1894 opende er een politiekantoor. Het jaar erop werd een schooltje actief en een ziekenhuis gebouwd.
Na de initiële goldrush op het alluviale goud begonnen bedrijfjes mijnschachten te graven. Rond 1898 ontstond de 'Great Fingal', een van de belangrijkste goudmijnen uit die tijd. In mei 1899 kwam de mijn in handen van 'Great Fingal Consolidated'. Day Dawn kende een hoogconjunctuur en had zeven hotels, een bibliotheek en een gemeenschapszaal. Het lag aan de spoorweg tussen Mullewa en Meekatharra. Er waren bakkers, slagers, hoefsmeden, schoenmakers, drankhandelaars, fotografen, loodgieters, kappers, klerenmakers en winkels actief. Day Dawn telde meer dan drieduizend inwoners in het begin van de twintigste eeuw.
Tijdens de Eerste Wereldoorlog gingen de goudmijnen, waaronder ook de 'Great Fingal', geregeld toe door een tekort aan arbeidskrachten. Het politiekantoor sloot in 1919 de deuren. In 1923 werd de 'Great Fingal' door de 'General Exploration Company' overgenomen. De mijn kende problemen door zandinstortingen en overstromingen en het bedrijf verkocht doorheen de jaren alle uitrustingen en gebouwen. De 'Great Fingal' werd rond de Tweede Wereldoorlog gesloten en Day Dawn bloedde dood.
In de jaren 1990 werd rondom de 'Great Fingal' terug naar goud gedolven, in dagbouw. Sinds 2020 dreigt het historische kantoorgebouw uit 1902 in de grote mijnput van de 'Great Fingal' te verdwijnen.

## Ligging
Day Dawn maakt deel uit van het lokale bestuursgebied (LGA) Shire of Cue waarvan Cue de hoofdplaats is. Het ligt 640 kilometer ten noordnoordoosten van de West-Australische hoofdstad Perth, 124 kilometer ten zuidzuidwesten van Meekatharra en 10 kilometer ten zuidwesten van het aan de Great Northern Highway gelegen Cue.

## Toerisme
Het kantoorgebouw van de 'Great Fingal' uit 1902, de ruïnes van het ziekenhuis van Day Dawn uit 1895, een oude schachtbok ten zuiden van de mijn en de grote mijnput uit de jaren 1990 kunnen nog bezichtigd worden.

## Klimaat
Day Dawn kent een warm woestijnklimaat, BWh volgens de klimaatclassificatie van Köppen.

## Externe link

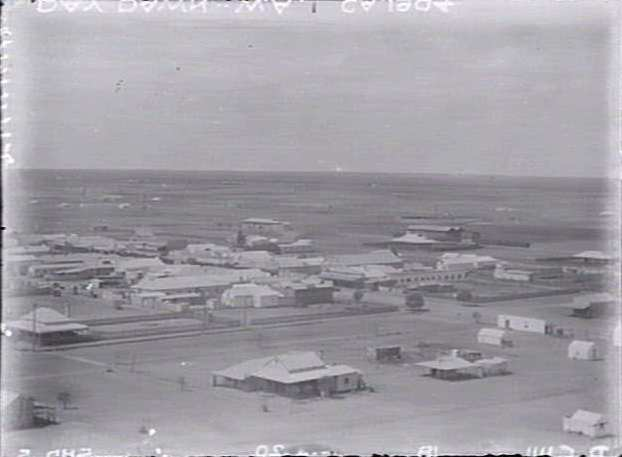
Day Dawn in 1904
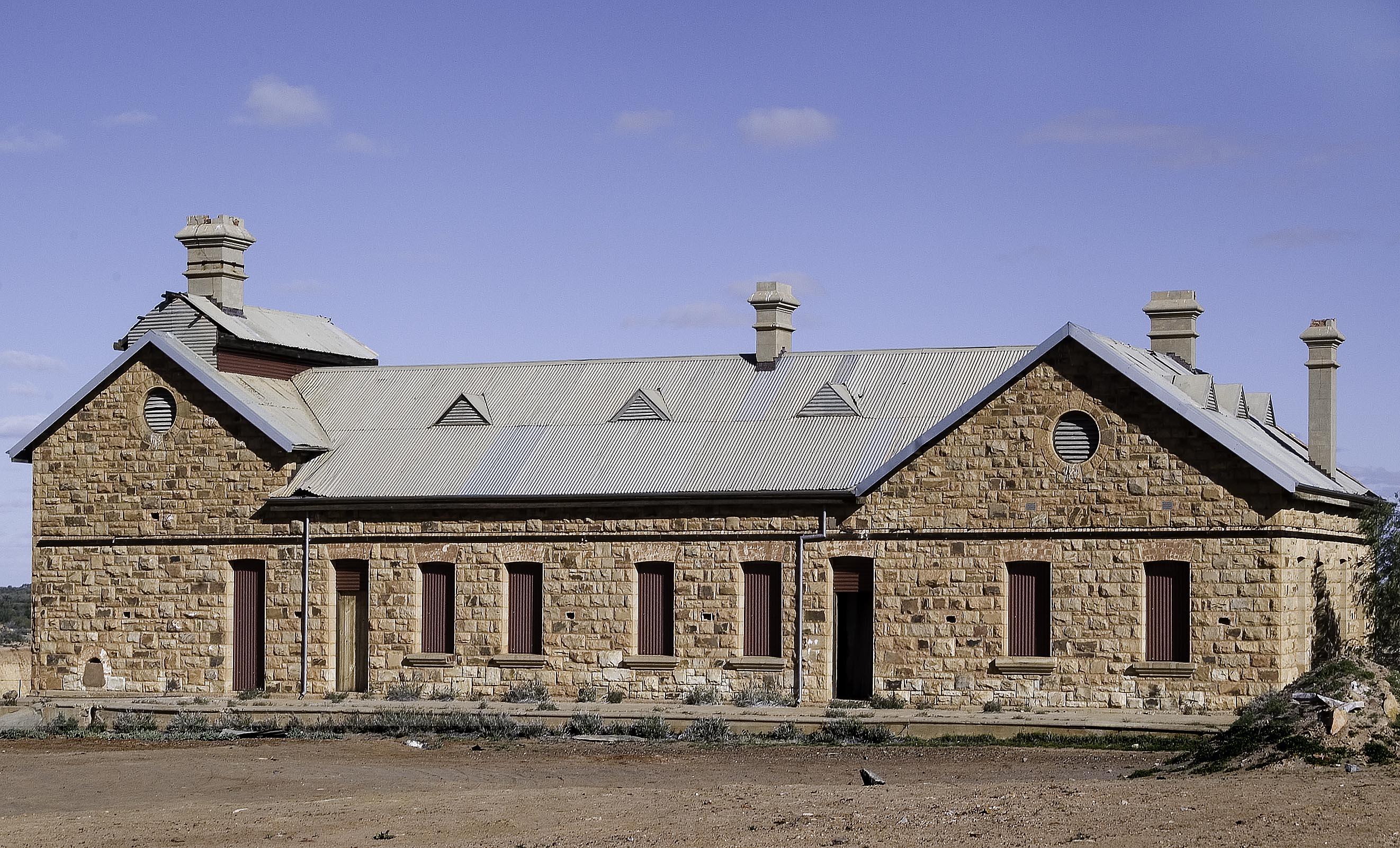
kantoorgebouw uit 1902
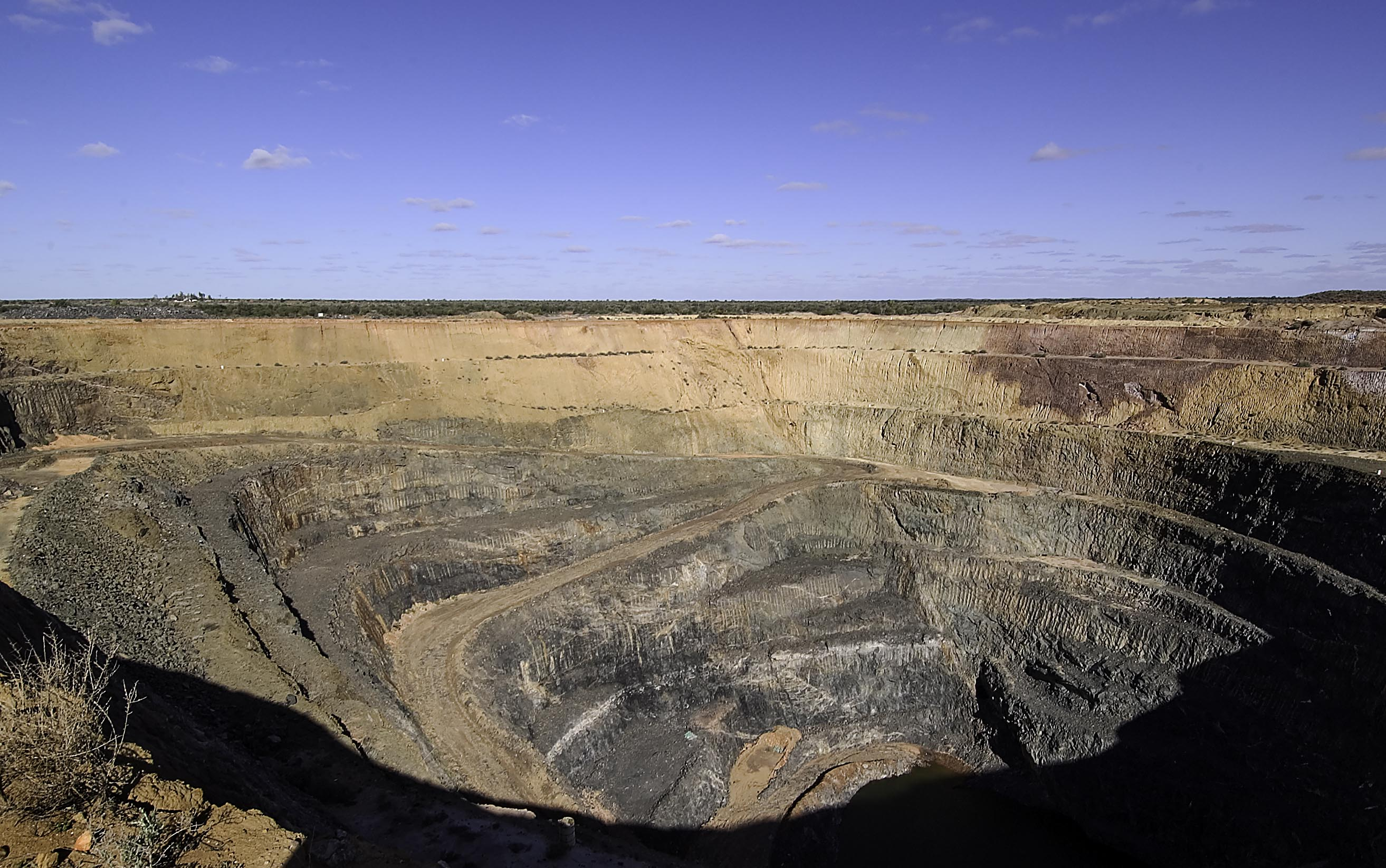
'Great Fingal' dagbouwmijn
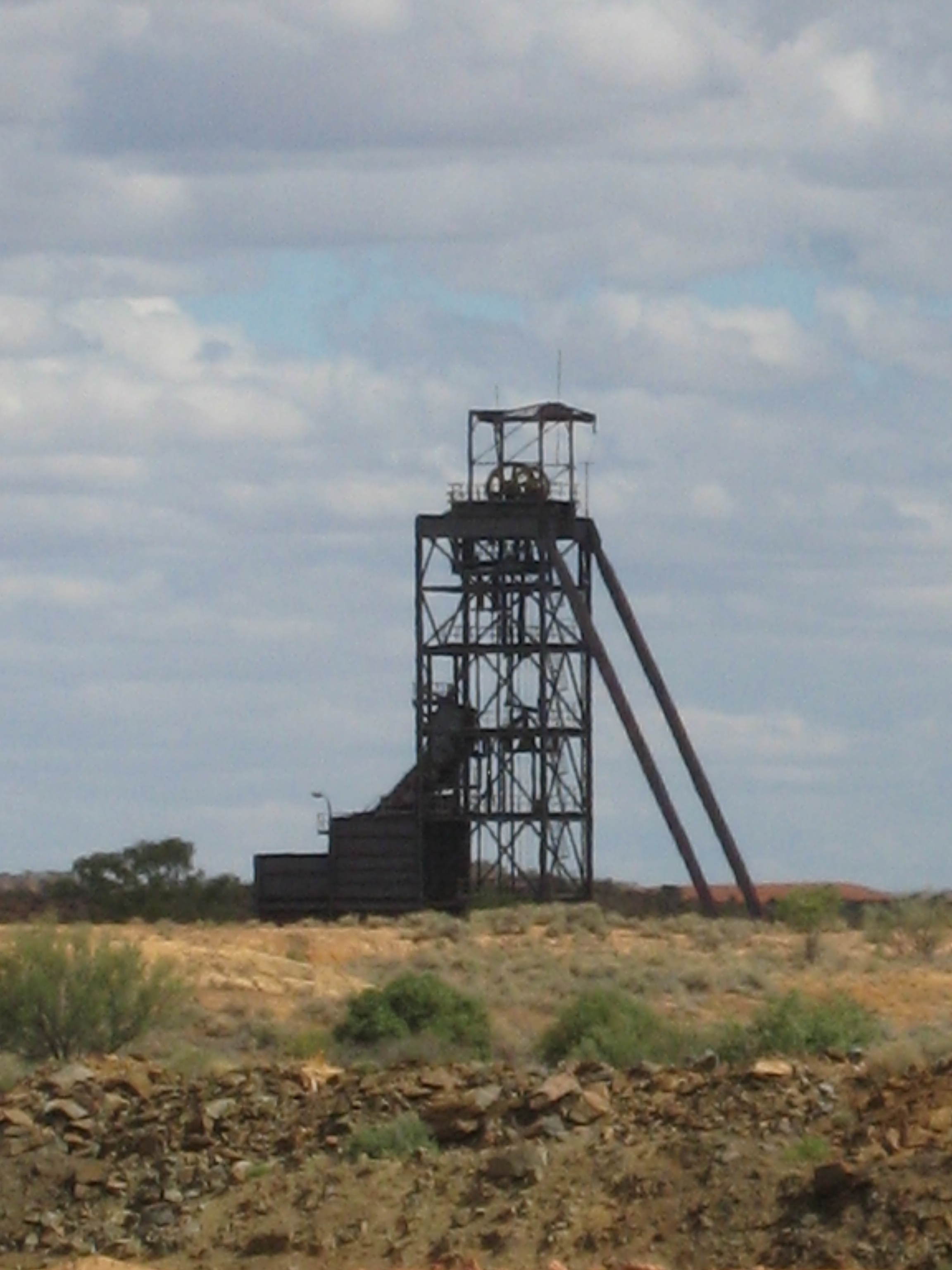
schachtbok